# Campeonato Sul-Americano de Atletismo de 1952
O Campeonato Sul-Americano de Atletismo de 1952 foi organizado pela CONSUDATLE entre os dias 3 a 11 de maio na cidade de Buenos Aires, na Argentina. Foram disputadas 31 provas com as provas da Meia maratona e 3000 metros com obstáculos sendo disputadas pela primeira vez na categoria masculina. 

## Medalhistas

### Masculino
| Evento                      | Ouro                              | Ouro    | Prata                           | Prata   | Bronze                            | Bronze  |
| --------------------------- | --------------------------------- | ------- | ------------------------------- | ------- | --------------------------------- | ------- |
| 100 metros                  | Gerardo Salazar · Peru            | 10.7    | Gerardo Bönnhoff · Argentina    | 10.8    | José Telles da Conceição · Brasil | 10.8    |
| 200 metros                  | Gerardo Bönnhoff · Argentina      | 21.5    | Fernando Lapuente · Argentina   | 22.0    | Gustavo Ehlers · Chile            | 22.0    |
| 400 metros                  | Gustavo Ehlers · Chile            | 48.7    | Argemiro Roque · Brasil         | 49.1    | Mário do Nascimento · Brasil      | 49.7    |
| 800 metros                  | Argemiro Roque · Brasil           | 1:53.3  | Waldomiro Monteiro · Brasil     | 1:53.9  | Carlos Gajardo · Chile            | 1:55.3  |
| 1 500 metros                | Nilo Riveros · Argentina          | 3:58.5  | Guillermo Solà · Chile          | 3:59.6  | Luís Rodrigues · Brasil           | 4:00.3  |
| 5 000 metros                | Raúl Inostroza · Chile            | 14:59.8 | Reinaldo Gorno · Argentina      | 15:05.5 | Juan Miranda · Argentina          | 15:09.0 |
| 10 000 metros               | Delfo Cabrera · Argentina         | 31:05.7 | Raúl Inostroza · Chile          | 31:26.9 | Corsino Fernández · Argentina     | 31:32.3 |
| Meia maratona               | Delfo Cabrera · Argentina         | 1:09:19 | Reinaldo Gorno · Argentina      | 1:11:28 | Corsino Fernández · Argentina     | 1:11:28 |
| 110 metros barreiras        | Jörn Gevert · Chile               | 14.9    | Estanislao Kocourek · Argentina | 15.0    | Wilson Carneiro · Brasil          | 15.1    |
| 400 metros barreiras        | Wilson Carneiro · Brasil          | 52.7    | Jörn Gevert · Chile             | 53.5    | Pedro Yoma · Chile                | 54.6    |
| 3.000 metros com obstáculos | Guillermo Solà · Chile            | 9:32.0  | Edgard Mitt · Brasil            | 9:34.6  | Haroldo Gallardo · Chile          | 9:38.4  |
| 4×100 metros estafetas      | Argentina                         | 41.4    | Peru                            | 42.0    | Brasil                            | 42.2    |
| 4×400 metros estafetas      | Brasil                            | 3:17.5  | Argentina                       | 3:18.0  | Chile                             | 3:18.1  |
| Salto em altura             | José Telles da Conceição · Brasil | 1.90    | Ernesto Lagos · Chile           | 1.85    | Alberto Bacán · Brasil            | 1.85    |
| Salto à vara                | Hélio da Silva · Brasil           | 4.00 =  | Jaime Piqueras · Peru           | 3.90    | Luis Ganoza · Peru                | 3.90    |
| Salto em comprimento        | Ary de Sá · Brasil                | 7.39    | Carlos Vera · Chile             | 7.13    | Ahylton da Conceição · Brasil     | 7.08    |
| Salto triplo                | Adhemar da Silva · Brasil         | 15.39   | Geraldo de Oliveira · Brasil    | 15.11   | Jorgely Figueira · Brasil         | 14.75   |
| Arremesso de peso           | Reidar Soerlie · Argentina        | 14.44   | Augusto Maalstein · Chile       | 13.86   | Emilio Stelig · Brasil            | 13.77   |
| Lançamento de disco         | Reidar Soerlie · Argentina        | 47.72   | Elvio Porta · Argentina         | 45.27   | Hernán Haddad · Chile             | 45.15   |
| Lançamento do martelo       | Arturo Melcher · Chile            | 50.75   | Elvio Porta · Argentina         | 49.73   | Emilio Ortiz · Argentina          | 49.25   |
| Lançamento do dardo         | Ricardo Héber · Argentina         | 67.68   | Gerardo Mielke · Chile          | 63.10   | Janis Stendzenieks · Chile        | 60.51   |
| Decatlo                     | Hernán Figueroa · Chile           | 6698    | Hernán Alzamora · Peru          | 5849    | Carlos Vera · Chile               | 5844    |

### Feminino
| Evento                  | Ouro                       | Ouro  | Prata                        | Prata | Bronze                    | Bronze |
| ----------------------- | -------------------------- | ----- | ---------------------------- | ----- | ------------------------- | ------ |
| 100 metros              | Julia Sánchez · Peru       | 12.2  | Adriana Millard · Chile      | 12.4  | Lilián Buglia · Argentina | 12.4   |
| 200 metros              | Deyse de Castro · Brasil   | 25.5* | Adriana Millard · Chile      | 25.5* | Lilián Heinz · Argentina  | 25.8   |
| 80 metros com barreiras | Wanda dos Santos · Brasil  | 11.7  | Marion Huber · Chile         | 11.7  | Adriana Millard · Chile   | 12.2   |
| 4×100 metros estafetas  | Argentina                  | 48.8  | Brasil                       | 48.8  | Chile                     | 49.1   |
| Salto em altura         | Elizabeth Müller · Brasil  | 1.53  | Deyse de Castro · Brasil     | 1.53  | María Cañas · Chile       | 1.45   |
| Salto em comprimento    | Gladys Erbetta · Argentina | 5.52  | Adriana Millard · Chile      | 5.39  | Wanda dos Santos · Brasil | 5.26   |
| Arremesso de peso       | Ingeborg Mello · Argentina | 11.48 | Ingeborg Pfüller · Argentina | 11.35 | Ilse Gerdau · Brasil      | 11.25  |
| Lançamento de disco     | Ingeborg Mello · Argentina | 40.14 | Ingeborg Pfüller · Argentina | 40.07 | Ilse Gerdau · Brasil      | 36.78  |
| Lançamento do dardo     | Gerda Martín · Chile       | 39.16 | Edith Thomas · Chile         | 38.80 | Estrella Puente · Uruguai | 37.89  |

* Após o encerramento da prova, ambos os atletas correram 25,5 na mesma corrida

## Quadro de medalhas
| Ordem | País      | Medalha de ouro | Medalha de prata | Medalha de bronze | Total |
| ----- | --------- | --------------- | ---------------- | ----------------- | ----- |
| 1     | Argentina | 12              | 10               | 6                 | 28    |
| 2     | Brasil    | 10              | 6                | 12                | 28    |
| 3     | Chile     | 7               | 12               | 11                | 30    |
| 4     | Peru      | 2               | 3                | 1                 | 6     |
| 5     | Uruguai   | 0               | 0                | 1                 | 1     |

Legenda
| Recorde mundial       | Recorde mundial (World record)               |                       | Recorde africano                      | Recorde africano (African) |                                           | Q | Classificado por posição (Qualified) |
| Recorde do campeonato | Recorde do campeonato (Championship record)  | Recorde da América    | Recorde da América (Americas)         | q                          | Classificado por melhor tempo (Qualified) |   |                                      |
| Melhor marca do ano   | Melhor marca do ano (World leading)          | Recorde asiático      | Recorde asiático (Asian)              | DNS                        | Não largou (Did not start)                |   |                                      |
| Recorde nacional      | Recorde nacional (National record)           | Recorde europeu       | Recorde europeu (European)            | DNF                        | Não terminou (Did not finish)             |   |                                      |
| Recorde pessoal       | Recorde pessoal do atleta (Personal best)    | Recorde da Oceania    | Recorde da Oceania (Oceania)          | DSQ / DQ                   | Desclassificado (Disqualified)            |   |                                      |
| Recorde da temporada  | Recorde da temporada do atleta (Season best) | Recorde sul-americano | Recorde sul-americano (South America) | NM                         | Sem marca (No mark)                       |   |                                      |